# Ракета
Раке́та (от итал. rocchetta — маленькое веретено, через нем. Rakete или нидерл. raket) — летательный аппарат, двигающийся в пространстве за счёт действия реактивной тяги, возникающей только вследствие отброса части собственной массы (рабочего тела) аппарата и без использования вещества из окружающей среды. Поскольку полёт ракеты не требует обязательного наличия окружающей воздушной или газовой среды, то он возможен не только в атмосфере, но и в вакууме. Словом ракета обозначают широкий спектр летающих устройств от праздничной забавы до космической ракеты-носителя.
В военной терминологии слово ракета обозначает класс, как правило, беспилотных летательных аппаратов, применяемых для поражения удалённых целей и использующих для полёта принцип реактивного движения.

## История
Существует предположение, что некое подобие ракеты было сконструировано ещё в Древней Греции. Речь идёт о летающем деревянном голубе Архита Тарентского (др.-греч. Ἀρχύτας ὁ Ταραντίνος). Его изобретение упоминается в произведении древнеримского писателя Авла Геллия (лат. Aulus Gellius) «Аттические ночи» (лат. «Noctes Atticae»). В книге говорится, что птица поднималась с помощью разновесов и приводилась в движение дуновением спрятанного и скрытого воздуха. До сих пор не установлено, приводился ли голубь в движение действием воздуха, находящегося у него внутри, или воздуха, который дул на него снаружи. Остаётся неясным, как Архит мог получить сжатый воздух внутри голубя. В античной традиции пневматики нет аналогов такого использования сжатого воздуха.
Истоки возникновения ракет большинство историков относят ко временам китайской династии Хань (206 год до н. э. — 220 год н. э.), к открытию пороха и началу его использования для фейерверков и развлечений. Сила, возникающая при взрыве порохового заряда, была достаточной, чтобы двигать различные предметы. Позже этот принцип нашёл применение при создании первых пушек и мушкетов. Снаряды порохового оружия могли летать на далёкие расстояния, однако не были ракетами, поскольку не имели собственных запасов топлива. Тем не менее, именно изобретение пороха стало основной предпосылкой возникновения настоящих ракет. Описание летающих «огненных стрел», применявшихся китайцами, показывает, что эти стрелы были ракетами. К ним прикреплялась трубка из уплотнённой бумаги, открытая только с заднего конца и заполненная горючим составом. Этот заряд поджигался, и затем стрела выпускалась с помощью лука. Такие стрелы применялись в ряде случаев при осаде укреплений, против судов, кавалерии.
В XIII веке вместе с монгольскими завоевателями ракеты попали в Европу, и в 1248 г. английский философ и естествоиспытатель Роджер Бэкон опубликовал труд по их применению.
Многоступенчатые ракеты были описаны в XVI веке Конрадом Хаасом и в XVII веке белорусско-литовским военным инженером Казимиром Семеновичем.
Фейерверки и зажигательные ракеты производились в России начиная с XVII века.
В Индии в конце XVIII века ракетное оружие применялось весьма широко, и, в частности, существовали особые отряды ракетчиков, общая численность которых достигала примерно 5000 человек. Ракетные стрелы-снаряды, представлявшие собой трубки с зарядом горючего вещества, применялись индийцами в сражениях с британскими войсками (майсурские ракеты).
В начале XIX века британская армия также приняла на вооружение боевые ракеты, производство которых наладил Уильям Конгрив (Ракета Конгрива). В то же время российский офицер Александр Засядко разрабатывал теорию ракет. Он, в частности, пытался рассчитать, сколько пороха необходимо для запуска ракеты на Луну. Большого успеха в совершенствовании ракет достиг в середине XIX века российский генерал артиллерии Константин Константинов. Русский революционер-изобретатель Николай Иванович Кибальчич в 1881 году также выдвигал идею элементарного ракетного двигателя.
Ракетная артиллерия широко применялась вплоть до конца XIX века. Ракеты были более лёгкими и подвижными, чем артиллерийские орудия. Точность и кучность ведения огня ракетами была небольшой, но сопоставимой с артиллерийскими орудиями того времени. Однако во второй половине XIX века появились нарезные артиллерийские орудия, обеспечивающие большую точность и кучность огня и ракетная артиллерия была всюду снята с вооружения. Сохранились лишь фейерверочные и сигнальные ракеты.
В конце XIX века стали предприниматься попытки математически объяснить реактивное движение и создать более эффективное ракетное вооружение. В России одним из первых этим вопросом занялся Николай Тихомиров в 1894 году. Параллельно в США Никола Тесла проектирует первые устройства на реактивной тяге, принципы которых разработал ещё в период обучения в колледже (то есть в 70-е годы XIX века).
Теорией реактивного движения занимался выдающийся учёный, основоположник космологии Константин Циолковский (1857—1935). Он выдвигал идею об использовании ракет для космических полётов и утверждал, что наиболее эффективным топливом для них было бы сочетание жидких кислорода и водорода. Ракету для межпланетных сообщений он спроектировал в 1903 году.
Немецкий учёный Герман Оберт в 1920-е годы также изложил принципы межпланетного полёта. Кроме того, он проводил стендовые испытания ракетных двигателей.
Американский учёный Роберт Годдард в 1923 году начал разрабатывать жидкостный ракетный двигатель, и работающий прототип был создан к концу 1925 года. 16 марта 1926 года он осуществил запуск первой жидкостной ракеты, в качестве топлива для которой использовались бензин и жидкий кислород.
Работы Циолковского, Оберта и Годдарда были продолжены группами энтузиастов ракетной техники в США, СССР и Германии. В СССР с 1932 года исследовательские работы вели Группа изучения реактивного движения (Москва) и Газодинамическая лаборатория в Ленинграде. В 1933 году на их основе был создан Реактивный институт (РНИИ). В нём в том же году было завершено начатое ещё в 1929 году создание принципиально нового ракетного оружия — реактивных снарядов, установка для запуска которых позднее получила прозвище «Катюша», она широко использовалась в годы Великой Отечественной войны.
17 августа 1933 года была запущена ракета «ГИРД 9», которую можно считать первой советской зенитной ракетой. Она достигла высоты 1,5 км. А следующая ракета «ГИРД 10», запущенная 25 ноября 1933 года, достигла уже высоты в 5 км.
В Германии подобные работы вело Общество межпланетных сообщений(VfR). 14 марта 1931 года член VfR Иоганн Винклер осуществил первый в Европе удачный запуск жидкостной ракеты.
В VfR работал Вернер фон Браун, который с декабря 1932 года начал разработку ракетных двигателей на артиллерийском полигоне германской армии в Куммерсдорфе. Созданный им двигатель был использован на опытной ракете А-2, успешно запущенной с острова Боркум 19 декабря 1934 года. После прихода нацистов к власти в Германии были выделены средства на разработку ракетного оружия, и весной 1936 года была одобрена программа строительства ракетного центра в Пенемюнде, руководителем которого был назначен Вальтер Дорнбергер, а техническим директором — фон Браун. В нём была разработана баллистическая ракета А-4 с дальностью полёта 320 км. Во время Второй мировой войны 3 октября 1942 года состоялся первый успешный запуск этой ракеты, а в 1944 году началось её боевое применение под названием «Фау-2» (V-2).
Военное применение V-2 показало огромные возможности ракетной техники, и наиболее мощные послевоенные державы — США и СССР — также начали разработку баллистических ракет.
К 1957 году в СССР под руководством Сергея Павловича Королёва как средство доставки ядерного оружия была создана первая в мире межконтинентальная баллистическая ракета Р-7, которая 4 октября 1957 года была использована для запуска первого в мире искусственного спутника Земли. Так началось применение ракет для космических полётов.
3 ноября 1957 года в космос впервые отправили животное — собаку Лайку. Она погибла через 5—7 часов.
19 августа 1960 года в космос отправили собак Белку и Стрелку, они вернулись на Землю благополучно.
12 апреля 1961 года в космос на корабле «Восток-1» полетел первый космонавт — Ю. А. Гагарин.

## Ракетные двигатели
Большинство современных ракет оснащаются химическими ракетными двигателями. Подобный двигатель может использовать твёрдое, жидкое или гибридное ракетное топливо. Химическая реакция между топливом и окислителем начинается в камере сгорания, получающиеся в результате горячие газы образуют истекающую реактивную струю, ускоряются в реактивном сопле (соплах) и выбрасываются из ракеты. Давление этих газов в двигателе создаёт тягу — толкающую силу, заставляющую ракету двигаться. Принцип реактивного движения описывается третьим законом Ньютона.
Однако не всегда для движения ракет используются химические реакции. В паровых ракетах перегретая вода, вытекающая через сопло, превращается в высокоскоростную паровую струю, служащую движителем. Эффективность паровых ракет относительно низка, однако это окупается их простотой и безопасностью, а также дешевизной и доступностью воды. Работа небольшой паровой ракеты в 2004 году была проверена в космосе на борту спутника UK-DMC. Существуют проекты использования паровых ракет для межпланетной транспортировки грузов, с нагревом воды за счёт ядерной или солнечной энергии.
Ракеты наподобие паровой, в которых нагрев рабочего тела происходит вне рабочей зоны двигателя, иногда описывают как системы с двигателями внешнего сгорания. Другими примерами ракетных двигателей внешнего сгорания может служить большинство конструкций ядерных ракетных двигателей.

## Силы, действующие на ракету в полёте
Наука, исследующая силы, действующие на ракеты или другие космические аппараты, называется астродинамикой.
Основные силы, действующие на ракету в полёте:
1. Тяга двигателя.
2. При движении в атмосфере — лобовое сопротивление.
3. Подъёмная сила. Обычно мала, но значительна для ракетопланов.
4. Сила тяжести.

## Органы управления ракетой
Для управления ракетами используются аэродинамические рули (на больших углах атаки зачастую используются решетчатые рули).
Также для управления ракетами используется управляемый вектор тяги (поворотные сопла или изменение направления реактивной струи иным способом).
Используются также имупульсные двигатели так называемого газодинамического пояса, способные очень быстро разворачивать ракету почти на месте.

## Применение

### Военное дело
Ракеты используются как способ доставки средств поражения к цели. Небольшие размеры и высокая скорость перемещения ракет обеспечивает им малую уязвимость. Так как для управления боевой ракетой не нужен пилот, она может нести заряды большой разрушительной силы, в том числе ядерные. Современные системы самонаведения и навигации дают ракетам большую точность и манёвренность.
Существует множество видов боевых ракет, отличающихся дальностью полёта, а также местом старта и местом поражения цели («земля» — «воздух»).
Для борьбы с боевыми ракетами используются системы противоракетной обороны.
Существуют также сигнальные и осветительные ракеты.

### Научные исследования
Геофизические и метеорологические ракеты применяются вместо самолётов и воздушных шаров на высоте более 30—40 километров. Ракеты не имеют ограничительного потолка и используются для зондирования верхних слоёв атмосферы, главным образом мезосферы и ионосферы.
Существует деление ракет на лёгкие метеорологические, способные поднять один комплекс приборов на высоту около 100 километров, и тяжёлые геофизические, которые могут нести несколько комплексов приборов и чья высота полёта практически не ограничена.
Обычно научные ракеты оснащают приборами для измерения атмосферного давления, магнитного поля, космического излучения и состава воздуха, а также оборудованием для передачи результатов измерения по радио на землю. Существуют модели ракет, где приборы с полученными в ходе подъёма данными опускаются на землю с помощью парашютов.
Ракетные метеорологические исследования предшествовали спутниковым, поэтому на первых метеоспутниках стояли те же приборы, что и на метеорологических ракетах. В первый раз ракета была запущена с целью изучить параметры воздушной среды 11 апреля 1937 года, но регулярные ракетные запуски начались с 1950-х годов, когда были созданы серии специализированных научных ракет. В Советском Союзе это были метеорологические ракеты МР-1, М-100, МР-12, ММР-06 и геофизические типа «Вертикаль». В современной России в сентябре 2007 года использовались ракеты М-100Б. За пределами России применялись ракеты «Аэроби», «Black Brant», «Skylark».
Существуют также специальные противоградовые ракеты, предназначенные для защиты сельскохозяйственных угодий от градовых облаков. Они несут в головной части реагент (обычно йодистое серебро), который при взрыве распыляется и приводит к образованию дождевых облаков вместо градовых. Высота полёта ограничивается 6—12 км.

### Космонавтика
Создателем космонавтики как науки считается Герман Оберт, впервые доказавший физическую возможность человеческого организма выносить возникающие при запуске ракеты перегрузки, а также состояние невесомости.
10 мая 1897 года К. Э. Циолковский в рукописи «Ракета» исследует ряд задач реактивного движения, где определяет скорость, которую развивает летательный аппарат под воздействием тяги ракетного двигателя, неизменной по направлению, при отсутствии всех других сил; конечная зависимость получила название «формула Циолковского» (статья опубликована в журнале «Научное обозрение» в 1903 году).
В 1903 году К. Э. Циолковский опубликовал работу «Исследование мировых пространств реактивными приборами» — первую в мире, посвящённую теоретическому обоснованию возможности осуществления межпланетных полётов с помощью реактивного летательного аппарата — «ракеты». В 1911—1912 годах опубликована вторая часть этой работы, в 1914 году — дополнение. К. Э. Циолковский и независимо от него Ф. А. Цандер пришли к выводам, что космические полёты возможны и на известных уже тогда источниках энергии, и указали практические схемы их реализации (форму ракеты, принципы охлаждения двигателя, использование жидких газов в качестве топливной пары и др.).
Высокая скорость истечения продуктов сгорания топлива (часто превосходящая Число Маха в 10 раз) позволяет использовать ракеты в областях, где требуются сверхбольшие скорости движения, например, для вывода космических аппаратов на орбиту Земли (см. Первая космическая скорость). Максимальная скорость, которая может быть достигнута при помощи ракеты, рассчитывается по формуле Циолковского, описывающей приращение скорости как произведение скорости истечения на натуральный логарифм отношения начальной и конечной массы аппарата.
Ракета пока является единственным транспортным средством, способным вывести космический аппарат в космос. Альтернативные способы поднимать космические аппараты на орбиту, такие как «космический лифт», электромагнитные и обычные пушки, пока что находятся на стадии проектирования.
В космосе наиболее ярко проявляется основная особенность ракеты — отсутствие потребности в окружающей среде или внешних силах для своего перемещения. Эта особенность, однако, требует, чтобы все компоненты, необходимые для создания реактивной силы, находились на борту самой ракеты. Так, для ракет, использующих в качестве топлива такие плотные компоненты, как жидкий кислород и керосин, отношение массы топлива к массе конструкции достигает 20:1. Для ракет, работающих на кислороде и водороде, это соотношение меньше — около 10:1. Массовые характеристики ракеты очень сильно зависят от типа используемого ракетного двигателя и закладываемых пределов надёжности конструкции.
Скорость, требуемая для выведения на орбиту космических аппаратов, часто недостижима даже при помощи ракеты. Паразитный вес топлива, конструкции, двигателей и системы управления настолько велик, что не даёт разогнать ракету до нужной скорости за приемлемое время. Задача решается за счёт использования составных многоступенчатых ракет, позволяющих отбросить излишний вес в процессе полёта.
За счёт уменьшения общего веса конструкции и выгорания топлива ускорение составной ракеты с течением времени увеличивается. Оно может немного снижаться лишь в момент сбрасывания отработавших ступеней и начала работы двигателей следующей ступени. Подобные многоступенчатые ракеты, предназначенные для запуска космических аппаратов, называют ракетами-носителями.
Чаще всего в качестве ракет-носителей используются многоступенчатые баллистические ракеты. Старт ракеты-носителя происходит с Земли, или, в случае долгого полёта, с орбиты искусственного спутника Земли.
В настоящее время космическими агентствами разных стран используются ракеты-носители Атлас V, Ариан 5, Протон, Дельта-4, Союз-2 и многие другие.

### Хобби, спорт и развлечения
Есть люди, увлекающиеся ракетомодельным спортом, их увлечение состоит в постройке и запуске моделей ракет. Также ракеты используют в любительских и профессиональных фейерверках.
Ракеты на перекиси водорода применяются в реактивных ранцах, а также ракеты используются как двигатель в ракетных автомобилях. Ракетные автомобили сохраняют рекорд в гонках на максимальное ускорение.

## В геральдике
В классической геральдике гербовая фигура ракеты, как явление нового времени, отсутствует. На эмблемах советского времени ракету и ракетные технологии изображали прямолинейно. Самым ярким примером этому может послужить герб города Байконур.
Со временем для изображения ракеты на гербах муниципальных образований и на эмблемах структур и организаций стали использовать стрелу, а позже — наконечник стрелы, отделив военные и наземные ракетные технологии от космических.
Наконечник стрелы как символ ракетно-космических технологий также широко используется в мировой эмблематике.
- Гербы
- Циолковский
- Мирный
- Свободный

- Эмблемы
- НАСА
- Космическое командование ВВС США
- Государственное космическое агентство Украины
- Роскосмос
- Плесецк
- Космические войска
- Индийская организация космических исследований